# 塩、コショウ
『塩、コショウ』（しお コショウ）は、日本の4人組ボーカルグループ・GReeeeNの3枚目のアルバムである。2009年6月10日に発売。第51回日本レコード大賞最優秀アルバム賞受賞作品。

## 解説
前作『あっ、ども。おひさしぶりです。』以来、約1年ぶりとなる作品。
ジャケットのアイスクリームを食べている白人男児の名はショーン・コショーンといい、アルバム名の「塩、コショウ」とかけていると見られる。
テレビCMには大泉洋や大橋のぞみを起用した。
発売10日目で、前作に続くミリオン出荷となった。
オリコンアルバムチャートでは、2009年12月21日付週間チャートでミリオンセラーを達成。これは嵐『All the BEST! 1999-2009』に続く記録で、2009年発売のオリジナルアルバムとしては初となる。なお、オリコンにおける「2009年度」に発売したアルバムでは、他にMr.Children『SUPERMARKET FANTASY』がオリジナルアルバムでミリオンセラーを達成している。
| タイトル               | 特典   | 価格（税込） | 販売生産番号 |
| ---------------------- | ------ | ------------ | ------------ |
| 初回限定盤A -PV盤-     | CD+DVD | 3,086円      | UPCH-29030   |
| 初回限定盤B -キセキ盤- | CDのみ | 2,674円      | UPCH-29031   |
| 通常盤                 | CDのみ | 2,674円      | UPCH-20160   |

## 収録曲

### CD
全曲とも作詞、作曲：GReeeeN
1. 光 [3:35]
福島テレビ『FTVスーパーニュース』高校野球福島県大会テーマ曲。
2. 口笛 [3:44]
損保ジャパン企業広告TVCMソング。
3. 遥か [5:37]
11thシングル。
全国東宝系映画『ROOKIES -卒業-』主題歌。
シングルは5月27日発売版と6月10日発売版があり、本作に収録されたのは6月10日発売版である。
4. 歩み [4:13]
9thシングル。
ユーキャン 2009年度キャンペーンソング。
福島中央テレビ『おやすみ天気』テーマソング。
5. いつまでも [4:03]
6. 旅人 [3:32]
ニンテンドーDS「HUDSON×GReeeeN ライブ!? DeeeeS!?」の発売に伴い、PVが制作された。
7. ハレルヤ!!!! [3:34]
ケンタッキーフライドチキン『ケンタ祭 2009』篇CMソング。
8. STORY [3:54]
9. 刹那 [4:49]
10thシングル。
フジテレビ系ドラマ『ヴォイス〜命なき者の声〜』主題歌。
10. 冬のある日の唄 [4:23]
シングル「扉」の初回限定盤に付属されていたギフトCDの曲。
11. 扉 [4:14]
8thシングル。
ヤマザキパン『ランチパック』CMソング。
12. 空への手紙 [3:57]
13. 父母唄 [5:06]
14. キセキ -Special Bonus Track- [4:32]（初回限定盤Bのみ）
15. 髭、コソウ -Secret Track- [2:22]（初回限定盤A・初回限定盤Bのみ、初回限定盤Aでは14曲目に収録）

### DVD（初回限定盤Aのみ）
Music Clips
1. 扉
2. 歩み
3. 刹那
4. 遥か

## エピソード
- 初回限定盤Bの15曲目（初回限定盤Aでは14曲目）に「髭、コソウ」というシークレットトラックがある。普通に聞くとノイズのように聞こえるが、リーダーのHIDEは「ロサンジェルスのハードコアバンド、『GReeeeN』のデビューテープだということであり、『SIIIOOO,KOOOOSYOUUUU,MISOMISO』と言っている。GReeeeNの遊び心でメンバーやほかのスタッフで演奏されている」と発言。タイトルの「髭、コソウ」はGReeeeNのモバイルサイト「GReeeeN★mobile」にてファンの方から公募された内の1つで、メンバーが厳正な審査のうえ、決定された。なお、選ばれた「みやた」さんには『愚連eeeeeeeeN』のドラムがレコーディングで使用したサイン入りスティックがプレゼントされた[3]。